# Humváros
Humváros (horvátul: Hum Varoš) falu Horvátországban Verőce-Drávamente megyében. Közigazgatásilag Atyinához tartozik.

## Fekvése
Verőcétől légvonalban 20, közúton 32 km-re délkeletre, községközpontjától légvonalban 8, közúton 13 km-re északra, a Papuk-hegység területén, a Csagyavica-patak völgyében és a Szalatnokról Daruvárra menő főút mentén fekszik.

## Története
Josip Buturac szerint a középkorban a Hum nevű település állt a helyén, melynek 1501-ben említik Imre nevű plébánosát és Pál nevű prebendáriusát „Emericus plebanus de Hum. Paulus prebendarius ibidem.” alakban.
A mai település valószínűleg a török hódoltság idején keletkezett Boszniából érkezett pravoszláv vlachok betelepítésével. Az első katonai felmérés térképén „Dorf Humski Varosh” néven találjuk. Lipszky János 1808-ban Budán kiadott repertóriumában „Humvarosh” néven szerepel. Nagy Lajos 1829-ben kiadott művében „Hum Város” néven Hummal együtt 42 házzal, 18 katolikus és 231 ortodox vallású lakossal szerepel.
A 19. században a Jankovich család a Dél-Dunántúlról magyar anyanyelvű lakossággal telepítette be. 1857-ben 188, 1910-ben 560 lakosa volt. 1910-ben a népszámlálás adatai szerint lakosságának 51%-a magyar, 43%-a szerb, 5%-a horvát anyanyelvű volt. Verőce vármegye Szalatnoki járásának része volt. Az első világháború után 1918-ban az új szerb-horvát-szlovén állam, majd később (1929-ben) Jugoszlávia része lett. A második világháború idején a partizánok elűzték a magyar lakosságot, helyükre a háború után szerbek és horvátok települtek. 1991-ben a falu lakosságának 67%-a szerb, 28%-a horvát nemzetiségű volt. A délszláv háború idején a település 1991 októberének elején már szerb ellenőrzés alatt volt. A horvát hadsereg 136. slatinai dandárja az Orkan-91 hadművelet során 1991. december 15-én foglalta vissza. 2011-ben 47 lakosa volt.

## Lakossága
| Lakosság változása | Lakosság változása | Lakosság változása | Lakosság változása | Lakosság változása | Lakosság változása | Lakosság változása | Lakosság változása | Lakosság változása | Lakosság változása | Lakosság változása | Lakosság változása | Lakosság változása | Lakosság változása | Lakosság változása | Lakosság változása |
| ------------------ | ------------------ | ------------------ | ------------------ | ------------------ | ------------------ | ------------------ | ------------------ | ------------------ | ------------------ | ------------------ | ------------------ | ------------------ | ------------------ | ------------------ | ------------------ |
| 1857               | 1869               | 1880               | 1890               | 1900               | 1910               | 1921               | 1931               | 1948               | 1953               | 1961               | 1971               | 1981               | 1991               | 2001               | 2011               |
| 188                | 540                | 413                | 491                | 515                | 560                | 512                | 610                | 389                | 391                | 328                | 237                | 114                | 61                 | 40                 | 47                 |

## Nevezetességei
A Kisboldogasszony tiszteletére szentelt pravoszláv harangtornya az első világháború után épült.